# Джиммі Кеннет Джонсон
Джіммі Кеннет Джонсон (англ. Jimmie Kenneth Johnson; нар. 17 вересня, 1975) — американський автогонщик.
Джонсон почав свою кар'єру в NASCAR в 1996. Джонсон семикратний (2006, 2007, 2008, 2009, 2010, 2013, 2016) переможець серії NASCAR Sprint Cup.